# 福岡県道57号浮羽石川内線
福岡県道57号浮羽石川内線（ふくおかけんどう57ごう うきはいしがわちせん）は、福岡県うきは市から八女市に至る県道（主要地方道）である。

## 概要
うきは市浮羽町朝田から八女市矢部村北矢部に至る。起点から八女市星野村の八女市役所星野支所前交差点までの区間は福岡県道52号八女香春線、起点からうきは市浮羽町流川までは福岡県道151号浮羽草野久留米線と重複する（後述の重複区間参照）。
八女市役所星野支所前交差点からは当県道の単独区間であるが、全体を通じて幅員の狭い区間が多く、周辺には特に観光施設などは存在しない。特に終点付近では著しく離合が困難な場所が多数存在する。迂回路として国道442号がある。大変奥深い山道を通るため、異常気象時・後は災害による通行止め措置がとられることもある。

### 路線データ
- 起点：福岡県うきは市浮羽町朝田（中千足交差点、国道210号交点、福岡県道52号八女香春線上、福岡県道151号浮羽草野久留米線起点）
- 終点：福岡県八女市矢部村北矢部（国道442号交点）

## 歴史
- 1993年（平成5年）5月11日 - 建設省から、県道浮羽石川内線が浮羽石川内線として主要地方道に指定される[1]。

## 路線状況

### 重複区間
- 福岡県道151号浮羽草野久留米線（うきは市浮羽町朝田・中千足交差点（起点） - うきは市浮羽町流川）
- 福岡県道52号八女香春線（うきは市浮羽町朝田・中千足交差点（起点） - 八女市星野村・八女市役所星野支所前交差点）

### 道路施設

#### 橋梁
- 朝田橋（巨瀬川、うきは市、福岡県道52号八女香春線重複区間内）

#### トンネル
- 合瀬耳納トンネル：延長2,616 m、2018年（平成30年）竣工、うきは市 - 八女市（福岡県道52号八女香春線重複区間内）

## 地理

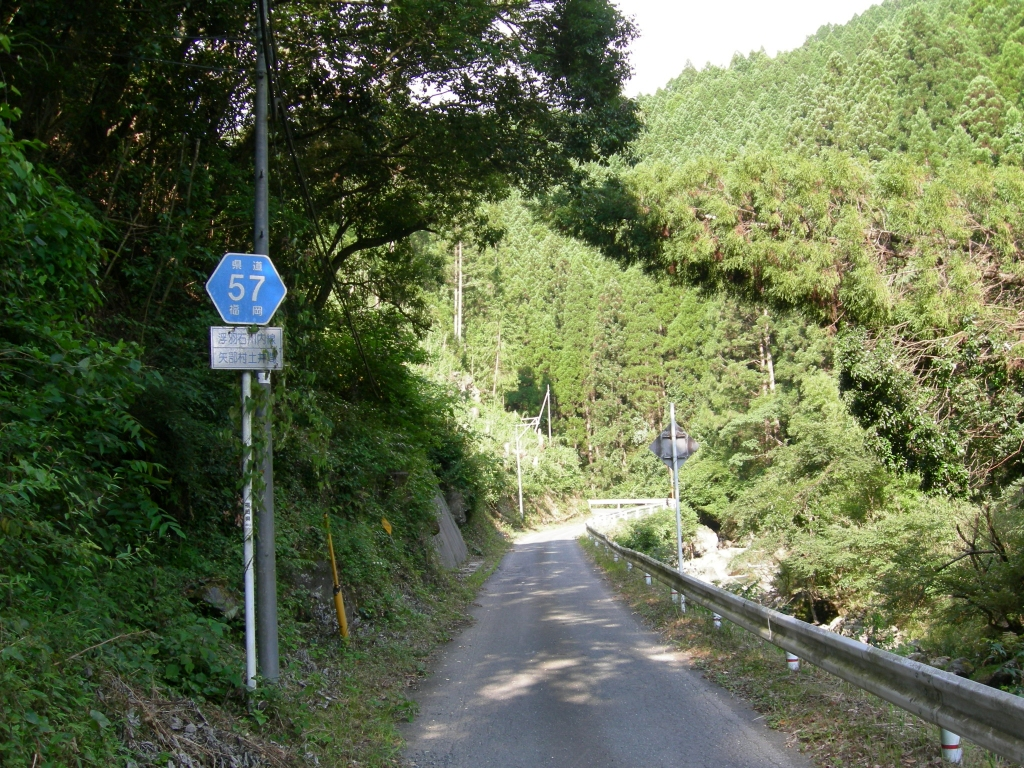
福岡県道57号浮羽石川内線
福岡県八女市矢部村

### 通過する自治体
- うきは市
- 八女市

### 交差する道路
| 交差する道路                                                                             | 市町村名 | 交差する場所 | 交差する場所 |
| ---------------------------------------------------------------------------------------- | -------- | ------------ | --- |
| 国道210号 福岡県道52号八女香春線 重複区間起点 福岡県道151号浮羽草野久留米線 重複区間起点 | うきは市 | 浮羽町朝田   | 中千足交差点 / 起点 |
| 福岡県道151号浮羽草野久留米線 重複区間終点                                               | うきは市 | 浮羽町流川   | |
| 福岡県道718号吉井妹川線                                                                  | うきは市 | 浮羽町妹川   | |
| 福岡県道52号八女香春線 重複区間終点                                                      | 八女市   | 星野村       | 八女市役所星野支所前交差点 / 単独区間起点【北緯33度14分59.3秒 東経130度45分42.1秒 / 北緯33.249806度 東経130.761694度】 |
| 大分県道・福岡県道114号前津江星野線未供用                                                | 八女市   | 星野村       | |
| 国道442号 福岡県道・大分県道・熊本県道115号八女小国線 重複                               | 八女市   | 矢部村北矢部 | 終点 |

### 沿線
- うきは市立御幸小学校
- うきは市民センター
- うきは市立図書館
- JR九州久大本線 うきは駅
- 調音の滝公園
- 耳納スカイライン
- 星野川
- 八女市役所 星野支所
- 星野郵便局
- 八女市立星野小学校
- 池の山キャンプ場
- 星の文化館
- 茶の文化館
- 仁田原郵便局
- 杣の里自然公園
- 樅鶴川
- 八女津媛神社
- 八女市立矢部清流学園
- 矢部川

### 峠
- 合瀬耳納峠（うきは市 - 八女市、福岡県道52号八女香春線重複区間内）